# カタカムナ文献
カタカムナ文献（カタカムナぶんけん）とは、神社「カタカムナ神社」のご神体とされた書物。独自の文字で綴られた古史古伝の一つで、古代日本の科学技術や哲学を記した書である。他の古史古伝と比較して「公的な学会に認められた写本」が現在のところは未確認であるという点と発見時期が1949年と極めて新しい点から、カタカムナというもの自体が楢崎皐月（ならさきこうげつ）によって伝承されたものとされる。公的な学術学会からは現段階においては認められておらず、偽書として扱われる。別名『カタカムナノウタヒ』、『カタカムナのウタヒ』。

## 成立
成立年代不明。原本の所在も不明。第二次世界大戦後、各地の電位測定調査をしていた楢崎皐月（ならさきこうげつ）が自らの手による写本を突然発表したことで、存在が世に知られるようになった。
この文書が世に出た経緯は阿久津淳によれば次の通り。
1949年に楢崎が六甲山系の金鳥山付近で64日間にわたる大地電気測定の研究を行っていた折、猟師の姿をした平十字(ひらとうじ)という人物から調査用に設置した機材について苦情を受けた。楢崎が苦情に応じて直ちに機器を取りはずすと平十字から感謝され、お礼代わりに、平十字の父親が宮司をしていたカタカムナという神社のご神体であった巻物の書写を許されたという。これが今に伝わるカタカムナ文献であるという。
原本成立の経緯が、楢崎が解読できたと主張する冒頭箇所に書かれているという説がある。森克明の解説によると、楢崎が解読した冒頭には「アシアトウアン ヒビキマノスベシウツシフミ」と記載されており、アシアトウアンなる人物が元となる文書を写したように読めると主張する。
とはいえ、文献をご神体として祀る「カタカムナ神社」は現在の「保久良（ほくら）神社」であるとする説が有力であるが現在のところ不明であり、ご神体の巻物も同じく所在不明ではある。

## 内容
カタカムナ文献の本文は、独自の図形文字が渦巻き状に並んだ、80首のウタヒ(歌)である。
楢崎が解読できた（もしくは解釈した）と主張するウタヒの内容は、歴史よりも科学面の叙述が多いことが特徴で、歌の中に「日本神話に登場する神々の名を、歌詞にして、"自然摂理"の意味を、歌意に織り込ん」でいるという。楢崎の解釈によると、具体的には製鉄法、稲作農業、石器・木器製作、服織、医学、経済活動、哲学などについて記載されているという。人や動植物を繁栄させるのに最適な土地「イヤシロチ」の見分け方や、土地の改良方法も記されていたという。
楢崎はカタカムナ文献の内容に基づく「直感物理学」を展開し、カタカムナ関連の著作として『「直感」一号』(著作時期不明)、『古事記の解読法』(1968年)を記している。
このような文化の存在を示す遺跡・遺構・文書などは、文字による伝承には懐疑的であったとされる縄文時代にあるとされるためか楢崎が書写したカタカムナ文献以外には存在していない 。
また、森克明はカタカムナ文献が出現した経緯が不可解な上に、楢崎による解読が正しいかどうかの公的な検証もされていないと主張している。

## 形式
カタカムナ文献は、いずれも円と直線の組み合わせからなる幾何学的図形の文字で、縦書きではなく渦巻き状に綴られており 、通称カタカムナ文字と呼ばれる。楢崎は『古事記』や『日本書紀』を参考に、5年かけてこの文字を解読したとしている。本文であるそれぞれのウタヒは、配置されたカタカムナ文字を中央から外側に向かって渦巻き状に読む。
現在のところカタカムナ文字は、コンピュータ用の文字コード規格Unicodeに含まれていない。日本語の通常の「あいうえお……」のフォントをカタカムナ文字に置き換えたフォントは有志により作成されている。